# Conseil constitutionnel (Algérie)
Pour les autres articles nationaux ou selon les autres juridictions, voir Conseil constitutionnel.
Le Conseil constitutionnel est l'organe juridictionnel suprême de l'Algérie de 1963 à novembre 2021. Il est composé de 12 membres désignés pour un mandat unique de huit ans, et est régi, entre autres, par les articles 183 et suivants de la loi no 16-01 du 6 mars 2016 portant révision constitutionnelle. 
Il veille à la régularité des élections nationales et référendums. Il se prononce sur la conformité à la Constitution des lois et de certains règlements dont il est saisi. Il est remplacé en novembre 2021 par une Cour constitutionnelle prévue par la révision constitutionnelle de 2020.

## Histoire
Le Conseil constitutionnel est créé par la Constitution algérienne de 1963. Il est rétabli et mis en place pour la première fois par la Constitution de 1989.
Le 11 janvier 1992, le Conseil constitutionnel, présidé par Abdelmalek Benhabylès, se réunit après la démission du président Chadli Bendjedid, et déclare l'inexistence dans la loi fondamentale de dispositions concernant « le cas de conjonction de la vacance de l'APN par dissolution, et la vacance de la présidence de la République par démission ». 
Le 3 avril 2019, le Conseil se réunit sous la présidence de Tayeb Belaiz pour constater la vacance de la présidence de la République à la suite de la démission d'Abdelaziz Bouteflika dans le cadre de manifestations de masse. Le Conseil constitutionnel confirme la vacance définitive de la présidence de la République conformément à l'article 102 alinéa 04 de la Constitution. L'acte de déclaration de la vacance définitive de la présidence de la République sera remis au Parlement algérien conformément à l'article 102 alinéa 05. Le 1er juin 2019, le Conseil constitutionnel annule de facto l'élection présidentielle prévue le 4 juillet : il rejette les deux dossiers de candidature déposés et déclare l'impossibilité de tenir le scrutin.
Une Cour constitutionnelle installée en novembre 2021 remplace le Conseil constitutionnel,.

## Composition
Le Conseil constitutionnel est composé de douze membres : quatre désignés par le président de la République dont le président du Conseil constitutionnel et son vice-président, deux élus par l'Assemblée populaire nationale, deux élus par le Conseil de la nation, deux élus par la Cour suprême, et deux élus par le Conseil d’État.
| Nom                   | Titre          | Début mandat    | Fin de mandat | Nommé par                     |
| --------------------- | -------------- | --------------- | ------------- | ----------------------------- |
| Kamel Fenniche        | Président      | 2019 (avril)    | Novembre 2021 | Chef de l'État                |
| Salima Mousserati     | Membre         | 2018 (juillet)  | Novembre 2021 | Président de la République    |
| Chadia Rehab          | Membre         | 2018 (juillet)  | Novembre 2021 | Président de la République    |
| Mohamed Habchi        | Vice-président | 2016 (juillet)  | Novembre 2021 | Président de la République    |
| Brahim Boutkhil       | Membre         | 2013 (décembre) | Novembre 2021 | Conseil de la Nation          |
| Mohamed Réda Ousahla  | Membre         | 2018 (juillet)  | Novembre 2021 | Conseil de la Nation          |
| Abdenour Graoui       | Membre         | 2013 (décembre) | Novembre 2021 | Assemblée populaire nationale |
| Khadîdja Abbad        | Membre         | 2018 (juillet)  | Novembre 2021 | Assemblée populaire nationale |
| Ismail Balit          | Membre         | 2013 (décembre) | Novembre 2021 | Cour suprême                  |
| El Hachemi Brahmi     | Membre         | 2016 (juillet)  | Novembre 2021 | Cour suprême                  |
| M'hamed Adda Djelloul | Membre         | 2018 (juillet)  | Novembre 2021 | Conseil d’État                |
| Aomar Bouraoui        | Membre         | 2019 (mai)      | Novembre 2021 | Conseil d’État                |

## Présidents
- Abdelmalek Benhabyles (1989-1995)
- Saïd Boulchair (1995-2002)
- Mohammed Bedjaoui (2002-2005)
- Boualem Bessaih (2005-2012)
- Tayeb Belaiz (2012-2013)
- Mourad Medelci (2013-2019)
- Mohamed Habchi (2019, intérim)
- Tayeb Belaiz (2019)
- Kamel Fenniche (2019-2021)[10]